# Famões
Famões is een plaats en freguesia in de Portugese gemeente Odivelas in het district Lissabon. In 2001 was het inwonertal 9.008 op een oppervlakte van 4,69 km². Famões is een freguesia sinds 1989 en heeft sinds 12 juli 2001 de status van Vila.